# Helsinki Open 2016
Die Helsinki Open 2016 fanden vom 10. bis zum 11. September 2016 in Helsinki statt. Es war die neunte Austragung dieser internationalen Meisterschaften von Finnland im Badminton.

## Sieger und Platzierte
| Disziplin    | Gold                            | Silber                         | Bronze                              |
| ------------ | ------------------------------- | ------------------------------ | ----------------------------------- |
| Herreneinzel | Kasper Lehikoinen               | Anton Kaisti                   | Henri Aarnio                        |
| Herreneinzel | Kasper Lehikoinen               | Anton Kaisti                   | Iikka Heino                         |
| Dameneinzel  | Sonja Pekkola                   | Jenny Nyström                  | Anna Paavola                        |
| Dameneinzel  | Sonja Pekkola                   | Jenny Nyström                  | Getter Saar                         |
| Herrendoppel | Jesper von Hertzen Anton Kaisti | Oskari Larkimo Tuomas Nuorteva | Valtteri Nieminen Julius von Pfaler |
| Herrendoppel | Jesper von Hertzen Anton Kaisti | Oskari Larkimo Tuomas Nuorteva | Petri Einamo Pekka Ryhänen          |
| Damendoppel  | Sonja Pekkola Getter Saar       | Heini Ihalainen Salla Urpela   | Viola Lindberg Maria Mattila        |
| Damendoppel  | Sonja Pekkola Getter Saar       | Heini Ihalainen Salla Urpela   | Karoliine Hõim Sanni Rautala        |
| Mixed        | Anton Kaisti Karoliine Hõim     | Henri Aarnio Jenny Nyström     | Mika Köngäs Elina Niiranen          |
| Mixed        | Anton Kaisti Karoliine Hõim     | Henri Aarnio Jenny Nyström     | Tuomas Nuorteva Sonja Pekkola       |